# Vervins
 Vervins  es una población y comuna francesa, en la región de Picardía, departamento de Aisne, en el distrito de Vervins y cantón de Vervins.

## Historia
Villa fronteriza con los Países Bajos de los Habsburgo, fue incendiada por las tropas españolas en 1552 y 1557 durante la guerra italiana de 1551-1559.
En las guerras de religión de Francia, fue ocupada por la Liga Católica entre el 2 de febrero de 1590 y el 9 de mayo de 1594 cuando es recuperada por las tropas reales.
En 1598 se firmó la Paz de Vervins, entre España y Francia.
La guerra franco-española (1635-1659), supuso nuevas ocupaciones hispanas en 1636, entre septiembre de 1650 y mayo de 1651 y en enero de 1653.

## Demografía
| 2735 | 2833 | 2916 | 2721 | 2663 | 2653 |
| Para los censos de 1962 a 1999 la población legal corresponde a la población sin duplicidades (Fuente: INSEE [Consultar]) |      |      |      |      |      |